# Abe Mikako
Abe Mikako (あべ みかこ (tiếng Trung: 安部未華子); 21 tháng 2 năm 1994 –) là một nữ diễn viên khiêu dâm và YouTuber người Nhật Bản. Cô thuộc về công ti ARCHE Production.
Sở thích của cô là chơi trò chơi, ném phi tiêu và vẽ tranh.

## Sự nghiệp
Tháng 6/2012, cô ra mắt ngành phim khiêu dâm với phim "Phép màu trong suốt, sinh năm 1994, Abe Mikako 18 tuổi ra mắt ngành phim khiêu dâm lần đầu" (奇跡の透明感 平成6年生まれ 初のAVデビュー あべみかこ18歳) (Peters MAX). Phim đó đã bán được khoảng 10000 bản.
Sau khi đóng 10 phim hàng tháng, cô nghỉ việc vào tháng 3/2013. Cô sau đó tiết lộ trong một cuộc phỏng vấn rằng cô nghỉ việc vì ranh giới của bố mẹ cô.
Tháng 7/2013, cô trở lại ngành với "Abe Mikako chuyển giao tổ hợp quan hệ tình dục bắn tinh tuyệt vời kiểu Dengeki" (電撃移籍 華麗なる潮吹き性交 あべみかこ) (Candy).
Tháng 9/2013, cô lại nghỉ việc sau khi thông báo phim "Có ổn để tôi bắt đầu không? Lần đầu thủ dâm với bàn chải, trinh nữ Abe Mikako" (最初が私でいいのかな? 筆おろし初体験 童貞さんをプロデュース あべみかこ).
9/9/2014, cô thông báo sẽ trở lại ngành trên Twitter.
Tháng 11/2014, phim đầu tiên sau khi trở lại của cô "Quan hệ tình dục tham lam của Abe Mikako trở lại vùng gợi cảm có hệ thống" (全身性感帯になって帰ってきたあべみかこの欲深いセックス) (Peters MAX) được xuất bản.
Tháng 12/2016, một dự án về quần áo giản dị của cô "Cannonball quần áo riêng tư 2016" được diễn ra tại DMM News R18 và trở thành một chủ đề đựoc bàn tán sôi nổi.
22/12/2016, cô nhận giải "hoạt động nhiều nhất trong đội MOODYZ" và giải "nữ diễn viên tốt nhất Wanz Factory" cùng giải W tốt nhất tại tiệc cuổi năm của MOODYZ.
23/4/2017, cô nhận giải đặc biệt tại Giải thưởng phim người lớn DMM.R18 2017.
27/4/2017, cô mở kênh YouTube "あべみかこチャンネル (Abe Mikako Channel)" (Trước đây được biết đến là "Abe Mikako Project").
Tháng 5/2017, cô được chọn làm yokozuna trong mục "xếp hạng nữ diễn viên khiêu dâm nhỏ" của tạp chí Playboy hàng tuần.
Tháng 4/2018, bài hát 【貧乳行進曲 feat FRANKEN,K-JACK】  của cô được phát hành.
Tháng 11/2018, cô được đề cử cho giải Nữ diễn viên tại Giải thưởng truyền hình phim khiêu dâm Sky PerfecTV 2019.
Tháng 10/2019, cô được đề cử cho GeoTV×Men's Cyzo ADULT AWARD 2019 trong hạng mục Nữ hoàng đăng quang. Hạng mục thứ hai là "7 thay đổi Ikizama".
Lần đầu cô là diễn viên chính của phim không phải phim khiêu dâm là vào tháng 5/2019. Tháng 4/2020, cô nhận giải Nữ diễn viên mới của Giải thưởng 10 phim hồng tốt nhất năm 2019.
Tháng 12/2020, cô xếp thứ 10 trong bảng "FLASH 2020 BEST100 diễn viên đang hoạt động gợi cảm nhất" được bầu chọn bởi độc giả.
Tháng 2/2021, cô xếp thứ 5 trong chương trình "Loạt câu hỏi cho nữ diễn viên khiêu dâm muốn nhận sô cô la của ngày Valentine!" của GeoTV.
5/6/2021, một  cuộc họp báo được tổ chức để cô thông báo sẽ nghỉ việc nữ diễn viên khiêu dâm vì thể lực kém và kĩ năng về thể chất và tinh thần đang kém đi (thời gian nghỉ việc là vào năm 2022, kỉ niệm 10 năm cô vào ngành). Cô sẽ tiếp tục các hoạt động tarento ngoài ngành như YouTube và hoạt động truyền hình.
17/6/2021, cô nhận giải Nữ diễn viên chính của Giải thưởng 10 phim hồng tốt nhất năm 2020. Tháng 8 cùng năm, cô xếp thứ 15 trong "Bảng xếp hạng nữ diễn viên gợi cảm FLASH 2021 do 300 độc giả bình chọn".
20/6/2022, cô tổ chức "Sự kiện kỉ niệm 10 năm Abe Mikako", và cô đã nghỉ việc diễn viên khiêu dâm cùng ngày.

## Đời tư
Cô là một người hướng ngoại và quan tâm đến xung quanh, và đặc điểm đặc biệt của cô là sự thông minh, mắt nhọn, và ngực nhỏ.
Trong buổi phỏng vấn đầu tiên sau khi ra mắt ngành phim khiêu dâm (DMM NEWS.R18), phóng viên Oki Tengū nói cô là "một người con gái bình thường trong lớp, nhưng lại nổi tiếng lạ thường với đàn ông." và cô "khó có thể hoạt động như vậy trong ngành phim khiêu dâm".
Cô thích chơi trò chơi. Nếu rảnh, cô sẽ chơi Monster Strike. Năm 2020, cô mở kênh YouTube phụ tập trung vào video bình luận chiến thuật độ khó cao về Monster Strike. Cô cũng xuất hiện trong sự kiện Monster Strike chính thức hàng năm.
Các bộ anime cô yêu thích là Inu × Boku SS và Evangelion. Bài hát vocaloid cô yêu thích là Dear.
Năm 2016, trong mục của Sakura Mana trong tạp chí Playboy hàng tuần, Mana nói rằng "Người tôi yêu thích năm nay là  Abe Mikako. Cô cũng là nữ diễn viên dễ thuơng nhất tôi từng thấy. Tôi đã yêu ngay từ cái nhìn đầu tiên."
Các nữ diễn viên trong ngành được nhà phân phối phim nói rằng có đặc điểm giống cô là Azuki, Yahiro Mai, Nonohara Nazuna.
Nữ diễn viên gắn bó nhất với cô là Eikawa Noa và cả hai là một cặp đôi chính thức. Tuy họ có nhiều công ti chủ quản, họ thường tự tổ chức các sự kiện trò chuyện chung "Abe☆noa" (あべ☆のあ).
Cô có mối quan hệ tốt với người chơi phi tiêu chuyên nghiệp Mayonnu.
Cô có khả năng diễn xuất tốt và nhận giải Nữ diễn viên cho phim đã nói ở trên. Tuy nhiên, cô nói rằng cô không diễn xuất khéo léo, và cô tự phê bình bản thân rằng cô không muốn "nâng cao" khả năng của mình mặc dù thứ hạng của cô luôn ở mức trung bình. Ngoài ra, trong phim "Nếu bạn có thể chịu được kĩ năng tuyệt vời của Abe Mikako, bạn sẽ nhận được★SEX xuất tinh mạnh" (2016) cô đã thay đổi kiểu dáng và tính cách của bản thân, nhưng phim đó không phù hợp nên bị dẹp bỏ. Tuy vậy, số người hâm mộ của cô vẫn tăng lên, nên điều này cũng không ảnh hưởng gì đến cô.

### Bài hát tự sáng tác
Cuối năm 2016, tại bữa tiệc trực tiếp "Lễ hội Abeko" (あべこ祭), cô thông báo (không trình diễn trong lễ hội) về sản phẩm nghệ thuật của mình "Tôi muốn được ngất đi bởi con gái trường học". Trong đó tên phim khiêu dâm gốc được lấy cảm hứng là "Tôi muốn được giết bởi con gái trường học".
Sau khi bản đầy đủ lời được đăng tải trên SoundCloud vào tháng 2/2017, bài hát đã được đăng tải lên tất cả trang chia sẻ âm nhạc vào tháng 9/2020. Bài này thường được dùng trên kênh YouTube "Abe Mikako Channel" (あべみかこチャンネル) của cô.
24/2/2021, bài hát được ra mắt trên đĩa CD.

### Cỡ ngực
Vấn đề về cỡ ngực nhỏ, cùng là đặc điểm của cô, đã trở thành chủ đề được bàn tán sôi nổi và thường xuyên. Cỡ ngực vào thời điểm mới vào ngành của cô là Cup A.
Năm 2017, cỡ ngực của cô được ghi nhầm trong Giải thưởng phim người lớn DMM.R18 là Cup B, và đã được chỉnh sửa lại thành Cup A trên Twitter. Nó cũng đã được sửa lại trên trang web chính thức của Giải thưởng.
Tháng 1/2018, cô đã được đo lại số đo ba vòng và đã sửa lại cỡ ngực thành Cup AA (Double A). Điều này được dùng trong tiêu đề của chương trình "Cỡ của Abe Mikako là AA, thì sao?".
Tháng 9/2020, cô đã xin lỗi vì sai số khi đo cỡ ngực trong bản ghi của chương trình "Cỡ của Abe Mikako là AA, thì sao?" (trên thực tế là Cup C) trên YouTube. Tuy nhiên, vì số đo thay đổi tùy theo hãng đồ lót, cỡ ngực của cô được ghi lại là Cup AA trong mục đặc điểm đặc biệt trong tạp chí Chippai Playboy hàng tuần 2021.

## Giải thưởng
- Giải "hoạt động nhiều nhất trong đội MOODYZ" 2016[40]
- Giải "nữ diễn viên tốt nhất Wanz Factory" 2016[41]
- Đề cử cho giải Nữ diễn viên xuất sắc nhất trong Giải thưởng phim người lớn DMM.R18 2017[42]
- Giải đặc biệt của Giải thưởng phim người lớn DMM.R18 2017[43]
- Đề cử cho giải Nữ diễn viên xuất sắc nhất trong Giải thưởng phim người lớn DMM.R18 2018
- Đề cử cho giải Nữ diễn viên của Giải thưởng phim người lớn SkyPerfecTV!
- Giải nhất trong Cuộc đua năm môn phối hợp King of Monst Monst.[44]